# Lucie Griebel
Lucie Griebel, auch Eva Treu (* 16. November 1854 in Meldorf, Süderdithmarschen; † 1922 in Kiel), war eine deutsche Lehrerin und Schriftstellerin.

## Leben und Wirken
Lucie Griebels Eltern waren der Kirchspielvogt und Oberamtsrichter Friedrich Griebel (1812–1885) aus Schlichting und Wiebke Margarethe, geborene Peters (1819–1893), aus Tiebensee. Sie wuchs mit zwei Brüdern und drei Schwestern in Meldorf auf. Wegen eines Augenleidens versäumte Griebel häufig wochenlang den Schulunterricht. Nach ihrer Konfirmation ging sie für einige Jahre nach Hamburg zu ihrer verheirateten älteren Schwester, um den Haushalt zu erlernen. Danach absolvierte sie das Lehrerinnenseminar in Schleswig und unterrichtete an Höheren Töchterschulen in Sonderburg, Heide und Meldorf. Bereits nach sechs Jahren Lehrtätigkeit musste sie infolge eines Gehörschadens im Alter von 24 Jahren den Beruf aufgeben. Um sich im Zeichnen weiterzubilden, besuchte Griebel einen Winter lang eine Frauengewerbeschule in Dresden. Dort machte sie außerdem erste Erfahrungen mit der Schriftstellerei. Angeregt durch die Schriftleitung der Zeitschrift Daheim begann Griebel, unter dem Pseudonym Eva Treu eine Reihe kleiner Erzählungen zu verfassen. In den 1890er und 1900er Jahren erschienen zahlreiche Novellen, Märchen und Humoresken in der Illustrierten Die Gartenlaube. Griebels Geschichten galten damals in Dithmarschen als Lieblingslektüre junger Mädchen.
Nach dem Tod der Mutter verlegte Griebel ihren Wohnsitz 1894 nach Lübeck und ab 1897 lebte sie in Kiel. Dort starb sie 1922 nach jahrelangem geistigen Verfall.
Griebels vier Jahre ältere Schwester war ebenfalls als Lehrerin und Schriftstellerin tätig. Sie veröffentlichte unter dem Pseudonym Minna Greif.

## Veröffentlichungen (Auswahl)
- Helles und Dunkles. Erzählungen. Lühr & Dircks, Garding 1888.
- Erlebtes und Erträumtes. Erzählungen. Hamburg 1889.
- Zwei Strandgeschichten. Lühr & Dircks, Garding 1889.
- Rosen und Dornen. Erzählungen. Lühr & Dircks, Garding 1894.
- Stille Geschichten. Lühr & Dircks, Garding 1896.
- Fräulein Nunnemann. Erzählung aus vergangenen Tagen. (1896)
- An das Christkind. Weihnachtsgeschichte. (1896)
- Der Schlüssel. Eine nächtliche Geschichte. (1897)
- Der gute Regen. Humoreske. (1897)
- Ritter Ewald. Novelle. (1899)
- Grünes Gras. Eine Backfisch-Geschichte. (1899)
- Glückliche Augen (1900)
- Jungvolk. (1903)
- Jungmädelsgeschichten. (1904)
- Miteinander. (1906)
- Ein guter Kamerad. (1906)